# 1771 en droit
Cet article présente les faits marquants de l'année 1771 en droit.

## Événements
- Introduction de la conscription dans les pays héréditaires des Habsbourg à l'exception du Tyrol et de la Hongrie[1].
- Les droits des évêques en matière de dispenses de mariage sont accrus aux dépens de ceux du pape dans les États habsbourgeois[2].
- Au Portugal, interdiction de la célébration d’autodafés publics et de la publication des listes de condamnés[3].
- 16 mai : répression du Regulator Movement en Caroline du Nord. Plusieurs milliers de Régulateurs sont vaincus par l’armée. Six d’entre eux sont pendus[4].
- 6 septembre : exécution du brigand bavarois Matthias Klostermayr à Dillingen[5].

- 19 décembre : abolition des droits féodaux en Savoie[6].

## Publications
- Henri François Potier de La Germondaye, Introduction au gouvernement des paroisses, suivant la jurisprudence du Parlement de Bretagne, Rennes ; rééditions en 1777, 1787 et 1788[7].